# Gualdicciolo
Gualdicciolo è una curazia (frazione) del castello di Acquaviva, nella Repubblica di San Marino, percorsa dal torrente San Marino.

## Geografia fisica
La località, il cui nome significa piccolo bosco, si trova lungo la strada provinciale 15, nei pressi del confine di Stato con l'Italia, che porta in località Torello.

## Economia
Grazie alla conformazione pianeggiante e alla vicinanza a vie di comunicazione, la frazione si è sviluppata nel settore artigianale ed industriale: è sorta infatti una delle aree più produttive della repubblica con più di 60 industrie manifatturiere.

## Architetture religiose
La chiesa di Gualdicciolo è dedicata a san Giuseppe Lavoratore ed è stata eretta nel 1971.